# Correo de inocentes
Correo de inocentes es una serie de televisión colombiana producida por CMO Producciones para RCN Televisión, rodada en formato cine.
Esta protagonizada por Margarita Rosa de Francisco, Salvador del Solar y Roberto Urbina y con las participaciones antagónicas de Laura García, Cristina Campuzano, Juana Arboleda y Héctor Méndez.

## Sinopsis
Pilar Carrasco (Margarita Rosa de Francisco) es una joven contadora que maneja su propia empresa "Carrasco y Carrasco" junto a su hermana Carmela (Victoria Gongora). Entre sus clientes se encuentra Sergio Gaviria (Salvador del Solar), un prestigioso y atractivo abogado para quien ella realiza los informes contables de su compañía. Aunque el abogado está comprometido en matrimonio con Cristina Cadena  (Cristina Campuzano), en parte bajo las influencias de su madre, la fiscal Eugenia Herrera (Laura García), su relación con Pilar poco a poco empieza a convertirse en una fuerte atracción entre los dos que irá más allá de lo laboral.
Pilar, ignorando que Sergio está comprometido, tiene un romance furtivo con él, luego de lo cual ella queda embarazada. Sin avisar a Sergio de su embarazo, ella da a luz a una bebé a la que decide llamar Adelaida y que nace con una enfermedad renal que arriesga seriamente su vida. Luego de agotar todas las posibilidades legales para conseguir el dinero para pagar la cirugía que salvará la vida de hija, Pilar acepta ser una mula del narcotráfico (correo humano) para llevar cocaína a México, siendo contactada por Julián Gonzáles (Ricardo Leguizamo), quien trabaja para el narcotraficante Cosme Consuegra (Hernán Méndez) y su sobrina Marleny Vega (Juana Arboleda).
Al llegar a México es capturada por las autoridades y sentenciada a cumplir una pena de 8 años. Mientras ella está en la cárcel, Sergio Gaviria se entera de la existencia de su hija y se hace cargo de ella. Poco tiempo después, Carmela descubre el rol desempeñado por Julián en el viaje de Pilar y los vínculos de éste con la mafia, pero es asesinada por Marleny para evitar que lo denuncie. Luego de enterarse de la muerte de su hermana, e ignorando el paradero de Adelaida, Pilar comienza a estudiar derecho en la cárcel, no sólo para reducir su tiempo en prisión, sino también para obtener algunos conocimientos jurídicos antes de regresar a Colombia para recuperar a su hija. Cuando finalmente regresa al país conoce a Alex Avendaño  (Roberto Urbina), un abogado recién graduado que promete ayudarla a encontrar a Adelaida y la respalda en su intento de ofrecer asesoría legal a personas que se ven involucradas en el tráfico de drogas como correos humanos. Sus primeras clientes son mujeres que conoció en la cárcel y que aseguran haber sido engañadas por los traficantes para llevar drogas sin saberlo. Pilar se da cuenta de que detrás de esos y otros casos se encuentran Don Cosme y Marleny, lo cual la motiva aún más a buscarlos y llevarlos ante la justicia a pagar por sus crímenes, principalmente el asesinato de su hermana.

## Personajes

### Pilar Carrasco
Es una mujer luchadora y emprendedora que se desempeña como contadora en su empresa Carrasco y Carrasco, que tiene en sociedad con su hermana Carmela. Entre sus clientes se encuentra el abogado Sergio Gaviria, por quien se siente atraída desde el momento en que lo conoce. Su aparente vida estable se alterará por completo y dará un giro inesperado, que la llevará a tomar una decisión que le costará muy caro y que la llevará a estar muy cerca del mundo de las "mulas". Interpretada por Margarita Rosa de Francisco.

### Sergio Gaviria
Es un atractivo y brillante abogado. Su camino estuvo trazado para la bonanza monetaria, pero siempre ha tenido que vivir bajo la sobreprotección de su madre, Eugenia Herrera. Está comprometido con Cristina Cadena, sin embargo cuando conoce a Pilar, su vida no volverá a ser la misma. Interpretado por Salvador del Solar.

### Alex Avendaño
Es un joven abogado de origen humilde, pero que gracias a su lucha y disciplina ha podido salir adelante. Fue el mejor estudiante de su colegio y también de la universidad. Precisamente, sus extraordinarias calificaciones lo ayudaron a que su profesora, Eugenia Herrera, lo recomendara en un trabajo como abogado penalista. En su camino se cruza con Pilar, cuya belleza y templanza lo harán sentirse muy atraído por ella. Interpretado por Roberto Urbina.

### Eugenia Herrera de Gaviria
Es una mujer fría y calculadora, que ha ascendido laboralmente gracias a su inteligencia y capacidad de trabajo. La razón de su vida es su hijo Sergio Gaviria, a quien ha sobreprotegido toda su vida. Hará hasta lo imposible para que Sergio se case con Cristina Cadena, a quien considera una mujer digna de su hijo. Interpretado por Laura García.

### Cristina Cadena
Hija del prestigioso abogado Ricardo Cadena, Cristina siempre evitó a los pretendientes enamorados de su dinero. Por eso cuando Sergio apareció en su vida desinteresadamente, creyó haber encontrado al hombre ideal. Años de aislamiento durante su adolescencia, y la ausencia de madre, la empujaron al alcohol, vicio que lucha por dejar con la ayuda de Sergio. Interpretado por Cristina Campuzano.

### Julián González
Pobre pero decidido, aprovecha su don de gentes para tratar de esquivar la miseria. Por eso termina conociendo a Marleny, quien lo introduce al mundo del narcotráfico. Inicia haciendo varios viajes él mismo como correo humano pero luego se dedica a reclutar a otros para llevar la droga al extranjero, bajo las órdenes de Don Cosme y Marleny. Interpretado por Ricardo Leguízamo.

### Cosme Consuegra
Narcotraficante y católico devoto, lidera su propia red de tráfico de drogas al extranjero teniendo bajo su mando a Julián Gonzales, quien se encarga de llevar la droga y de reclutar nuevas "mulas", y su sobrina Marleny Vega, quien se encarga principalmente de empacar y ocultar la droga para su envío al exterior.  Interpretado por Hernan Méndez.

### Marleny Vega
Se dedica al narcotráfico en compañía de su tío, Cosme Consuegra, quien se encarga de conseguir la cocaína y los contactos, mientras ella es una experta en el empaque del alcaloide y del reclutamiento de nuevos correos humanos. Interpretado por Juana Arboleda.

### Antonio Rivera
Fiscal muy extremista y exigente, psicorígido, cauteloso, envidioso de su jefa la Fiscal Eugenia Herrera de Gaviria, trabajador incansable, hará todo lo posible por dañar la imagen de su jefa condenando a la nuera (Cristina Cadena). Interpretado por Roberto Trobajo.

## Elenco
- Margarita Rosa de Francisco - Pilar Carrasco
- Salvador del Solar - Sergio Gaviria
- Roberto Urbina - Alex Avendaño
- Laura García - Eugenia Herrera de Gaviria
- Cristina Campuzano - Cristina Cadena
- Ricardo Leguízamo - Julián González (Hisnardo Pérez)
- Roberto Trobajo - Antonio Rivera
- Juana Arboleda - Marleny Vega
- Hernán Méndez - Don Cosme
- Héctor García - Ernesto Penso
- Cristina González - Paula Gaviria
- Alejandra Miranda - Gladys Avendaño
- Victoria Gongora - Carmela Carrasco
- Hernan Cabiativa - Celso Ariza
- Juan Fernando Sánchez - Hugo Ruiz
- María Luisa Flores - Lina Vásquez
- Juan Carlos Messier - Manuel Villa
- Luis Carlos Fuquen - Harold Mina
- Greeicy Rendón - Flor Porras
- Vince Balanta- Rene Viafara
- Karina Laverde - Miriam
- Alejandro Tommasi - Andrés
- Darío T. Pie - Morelio
- Tara Parra - Ramona
- Fabián Robles - Paulino
- Abril Onyl - Braulia
- Michel Brown - Gerardo
- Fabiola Campomanes - Australia
- Bebsabé Duque - Milena
- Andrés Salgado - Lucas Salcedo

## Premios y nominaciones

### Premios TVyNovelas
| Año  | Categoría                         | Nominado(a)                 | Resultado |
| ---- | --------------------------------- | --------------------------- | --------- |
| 2012 | Mejor Actriz Protagónica de Serie | Margarita Rosa de Francisco | Nominada  |
| 2012 | Mejor Actriz Antagónica de Serie  | Laura García                | Nominada  |
| 2012 | Mejor Actor Antagónico de Serie   | Ricardo Leguízamo           | Nominado  |

### Premios India Catalina
| Año  | Categoría                                     | Nominado(a)                           | Resultado |
| ---- | --------------------------------------------- | ------------------------------------- | --------- |
| 2012 | Mejor serie o miniserie                       | Mejor serie o miniserie               | Ganadora  |
| 2012 | Mejor actriz protagónica de serie o miniserie | Margarita Rosa de Francisco           | Ganadora  |
| 2012 | Mejor actor protagónico de serie o miniserie  | Salvador del Solar                    | Nominado  |
| 2012 | Mejor actor antagónico de telenovela o serie  | Hernán Méndez                         | Nominado  |
| 2012 | Mejor actriz antagónica de telenovela o serie | Cristina Campuzano                    | Ganadora  |
| 2012 | Mejor actriz antagónica de telenovela o serie | Juana Arboleda                        | Nominada  |
| 2012 | Mejor actor de reparto de serie               | Ricardo Leguízamo                     | Ganador   |
| 2012 | Mejor actriz de reparto de serie              | Laura García                          | Ganadora  |
| 2012 | Mejor director de serie o miniserie           | Klych López y Felipe Cano             | Ganadores |
| 2012 | Mejor banda sonora de serie                   | Carlos Águera                         | Nominado  |
| 2012 | Mejor edición de serie                        | Gerson Aguilar                        | Nominado  |
| 2012 | Mejor arte de serie                           | Gonzalo Martínez y Francisco Arbeláez | Nominados |
| 2012 | Mejor fotografía de serie                     | Diego Jiménez y Andrés Gutiérrez      | Ganadores |
| 2012 | Mejor historia y libreto original de serie    | Ana María Londoño y Rafael Noguera    | Ganadores |

## Otros datos y curiosidades de la serie
- Fue rodada en formato de cine para televisión y rodada principalmente en Bogotá. Algunos episodios tienen lugar en Ciudad de México, Cali y Tumaco.
- A una semana de su estreno en Colombia ya había sido adquirida por nueve países.
- En el mes de julio de 2011 debutó en Ecuador TC Televisión siendo un éxito total, finalizando días antes que su emisión original en Colombia.
- El 24 de enero de 2012, día en que se finaliza la serie en Colombia se estrena en Panamá (Medcom). Más adelante se estrenaría en Costa Rica, Guatemala, República Dominicana, Nicaragua, Bolivia, Perú,Cuba y Paraguay.
- La serie fue transmitida con gran éxito a través de la cadena estadounidense Telefutura en el horario de las 10/9c p. m. y en México a través de Unicable a las 8 p. m. siendo un rotundo éxito.
- Fue el debut de Juana Arboleda (Marleny), logrando un papel magistral hasta el último episodio y la consagración de Ricardo Leguízamo (Julián).
- La serie marcó el regreso la actuación en televisión de Laura García (Eugenia) después de 30 años. Su anterior aparición en televisión fue en Una Mujer De 4 En Conducta de R.T.I. en 1980 siendo ella la protagonista.
- En esta serie debutó como actor el reconocido director de cine y televisión, cubano, Roberto Trobajo, quien interpretó al Fiscal Rivera.
- Margarita Rosa de Francisco fue invitada por Univisión y Telefutura a varios programas para la promoción de la serie. Estuvo en Noche de Perros, El Escándalo, El Gordo y la Flaca y VIP en Despierta America.